# École mathématique de Lwów

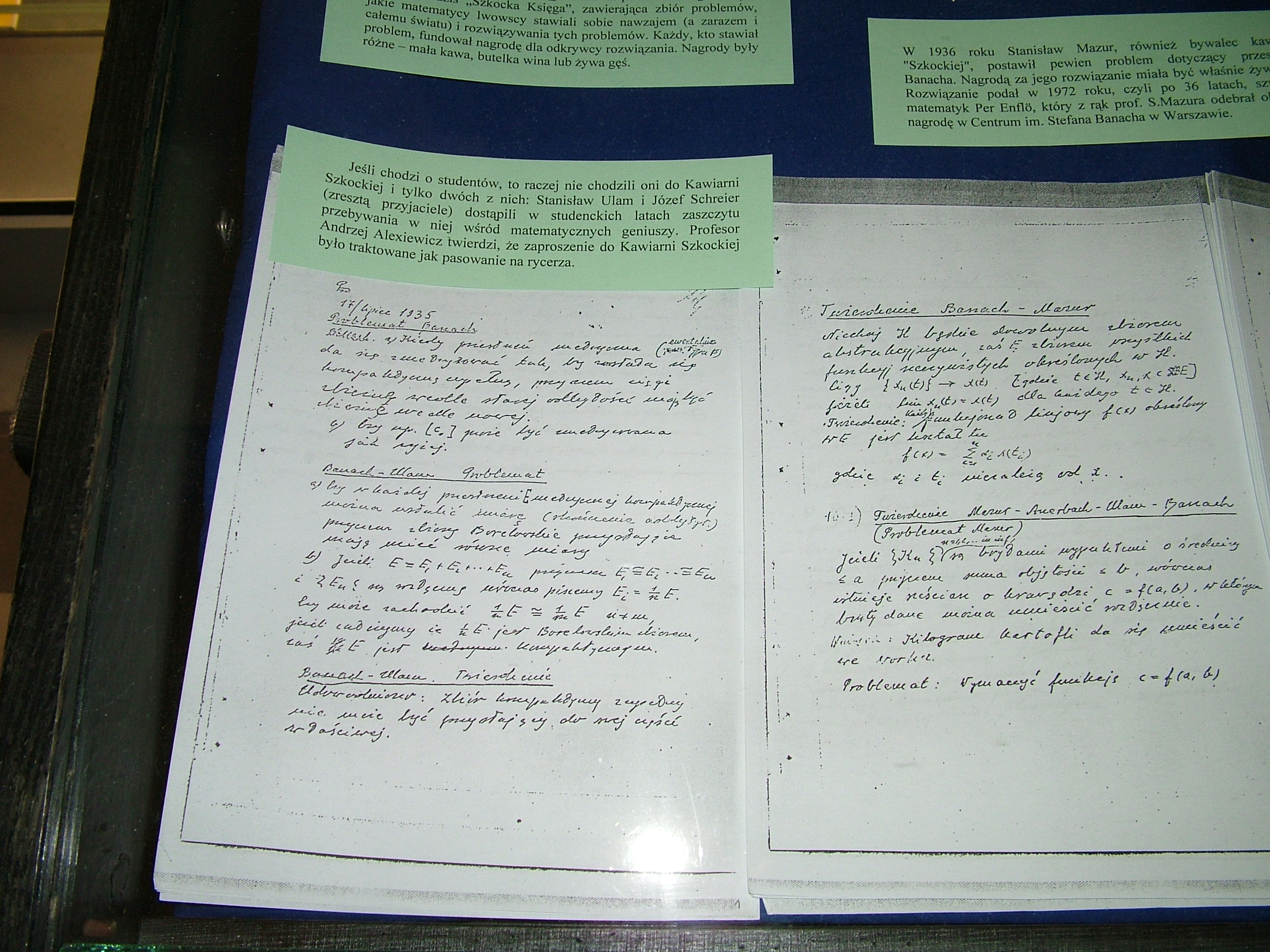
Une page du Livre écossais avec des notes de Stefan Banach et Stanislaw Ulam.

L'École mathématique de Lwów (en polonais : Lwowska szkoła matematyczna) est un groupe de mathématiciens polonais travaillant dans la période de l'entre-deux-guerres à l'Université Jean-Casimir et à l'Ecole polytechnique à Lwów (aujourd'hui la ville de Lviv est en Ukraine). Ces universitaires apportèrent une contribution particulièrement notable dans le domaine de l'analyse fonctionnelle, fonctions réelles et probabilités. 

## Histoire

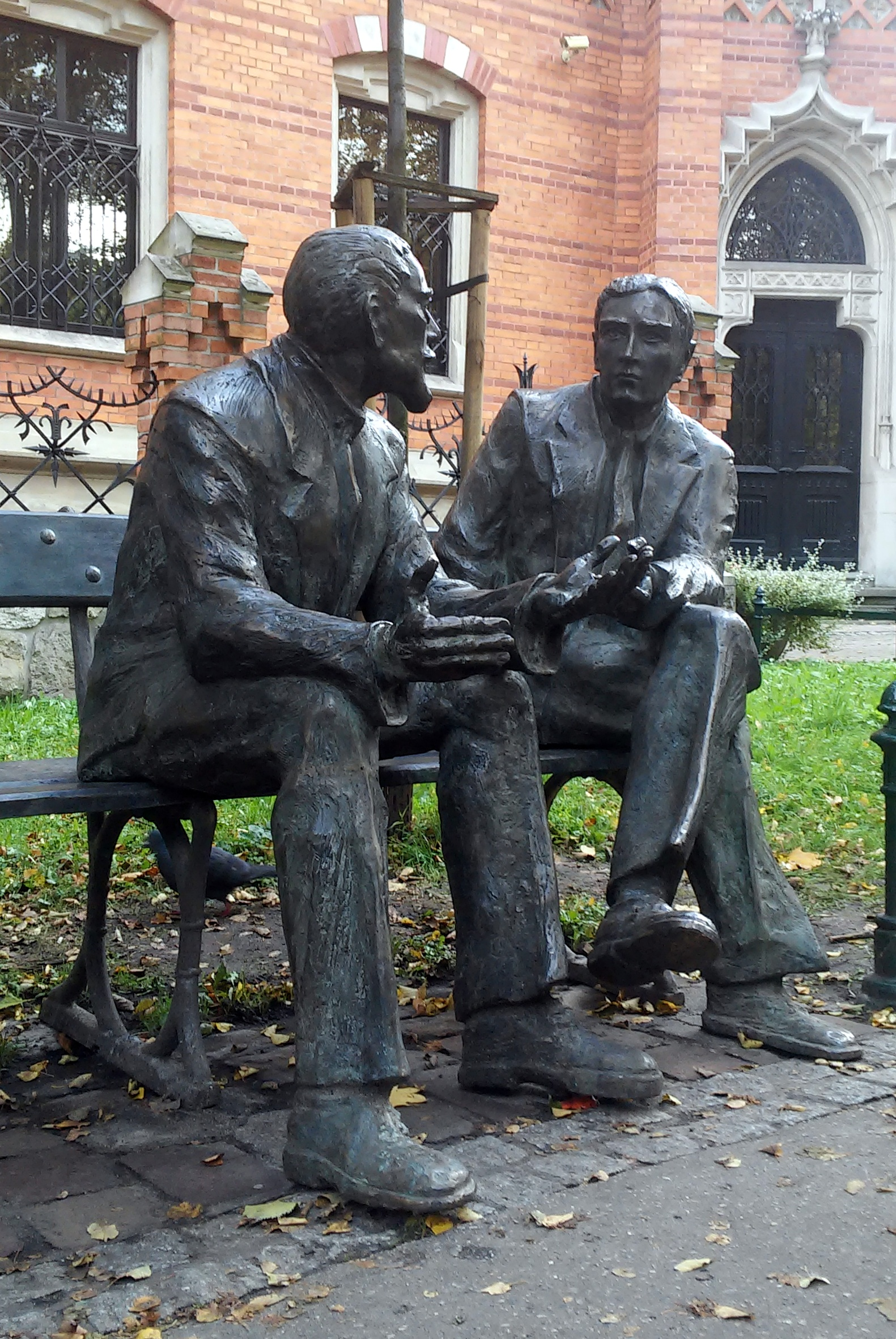
Banc commémoratif à Cracovie avec Otto Nikodym et Stefan Banach en discussion théorique

On considère que l’École doit son existence à deux mathématiciens, Hugo Steinhaus (né en 1887) et Stefan Banach (né en 1892). Leur rencontre au printemps 1916 à Cracovie est devenue une vraie légende. Lors d'une promenade dans le parc Planty à Cracovie, le professeur Hugo Steinhaus entendit les étudiants Stefan Banach et Otto Nikodym discuter de la mesure de Lebesgue. Intrigué par ce débat théorique de haut vol, Steinhaus soumit alors à Banach un problème mathématique ardu qui lui résistait. Au bout de quelques jours, Banach lui apporta la solution. Ce travail aboutit à une publication commune des deux hommes dans le bulletin de l’Université Jagellonne de Cracovie intitulée Sur la convergence en moyenne de séries de Fourier. Elle marqua le début de la carrière de Stefan Banach et la naissance de sa longue collaboration avec Hugo Steinhaus, alors que les deux hommes, venant de milieux très différents, n’auraient pas dû se rencontrer. Diplômé des universités de Lwów et de Göttingen, Hugo Steinhaus naquit dans une famille juive prospère, tandis que Stefan Banach, autodidacte, venait d'une famille pauvre de montagnards du sud de la Pologne, abandonné à la naissance par sa mère.
En 1929, Steinhaus et Banach fondèrent, la revue Studia Mathematica. L'innovation de ce périodique consista, à l'époque des revues généralistes, à se consacrer aux problèmes d'analyse fonctionnelle et à la théorie des probabilités. La revue était multilingue. A côté du polonais, on y trouvait des articles en allemand, en anglais et surtout en français qui était considéré alors comme lingua franca des mathématiciens. 
Les membres du groupe se rencontraient souvent au Café écossais (Kawiarnia Szkocka). Les problèmes étudiés et leurs solutions s’écrivaient sur des serviettes de papier ou carrément sur le marbre des tables qui se prêtait particulièrement bien à l’écriture au crayon. On interdisait aux femmes de ménage de nettoyer les dessus de tables avant qu’un étudiant ne soit passé pour recopier «le gribouillis ». Mais il y avait des choses qui se perdaient, et souvent les mathématiciens n’arrivaient pas à reconstituer leurs raisonnements. Enfin, en 1935, pour éviter ces pertes d’informations, Łucja Banach, la femme du mathématicien, acheta un gros cahier, le confia au caissier et les mathématiciens prirent l’habitude d’y inscrire des problèmes et les équations. Ainsi est né le Livre écossais qui possède une grande valeur scientifique. Après la guerre, Stanisław Ulam traduit le livre en anglais et l'envoya aux plus grands centres mathématiques dans le monde. Il fit sensation.
Le Café écossais accueillait également les mathématiciens polonais des écoles de Cracovie et de Varsovie: Kazimierz Kuratowski, Bronisław Knaster, Alfred Tarski, Wacław Sierpiński, ainsi que des mathématiciens du monde entier invités à Lwów. Ulam a écrit des années plus tard que l'intensité de la réflexion et de la concentration qui régnait dans ce café ne peut se comparer qu'à la période de travail sur l'énergie nucléaire à Los Alamos. 

La Seconde guerre mondiale fut une catastrophe pour la Pologne, et en particulier pour ses mathématiques. Plus de 25 mathématiciens furent tués ou moururent dans les camps. Beaucoup d’autres, partis avant guerre ou dispersés par la guerre, ne revinrent pas dont Stanisław Ulam, Zygmunt Birnbaum ou Marek Kac qui se retrouvèrent à l'Ouest, notamment aux États-Unis. Par une décision prise à la conférence de Yalta, la ville de Lwów se retrouva hors de Pologne. 

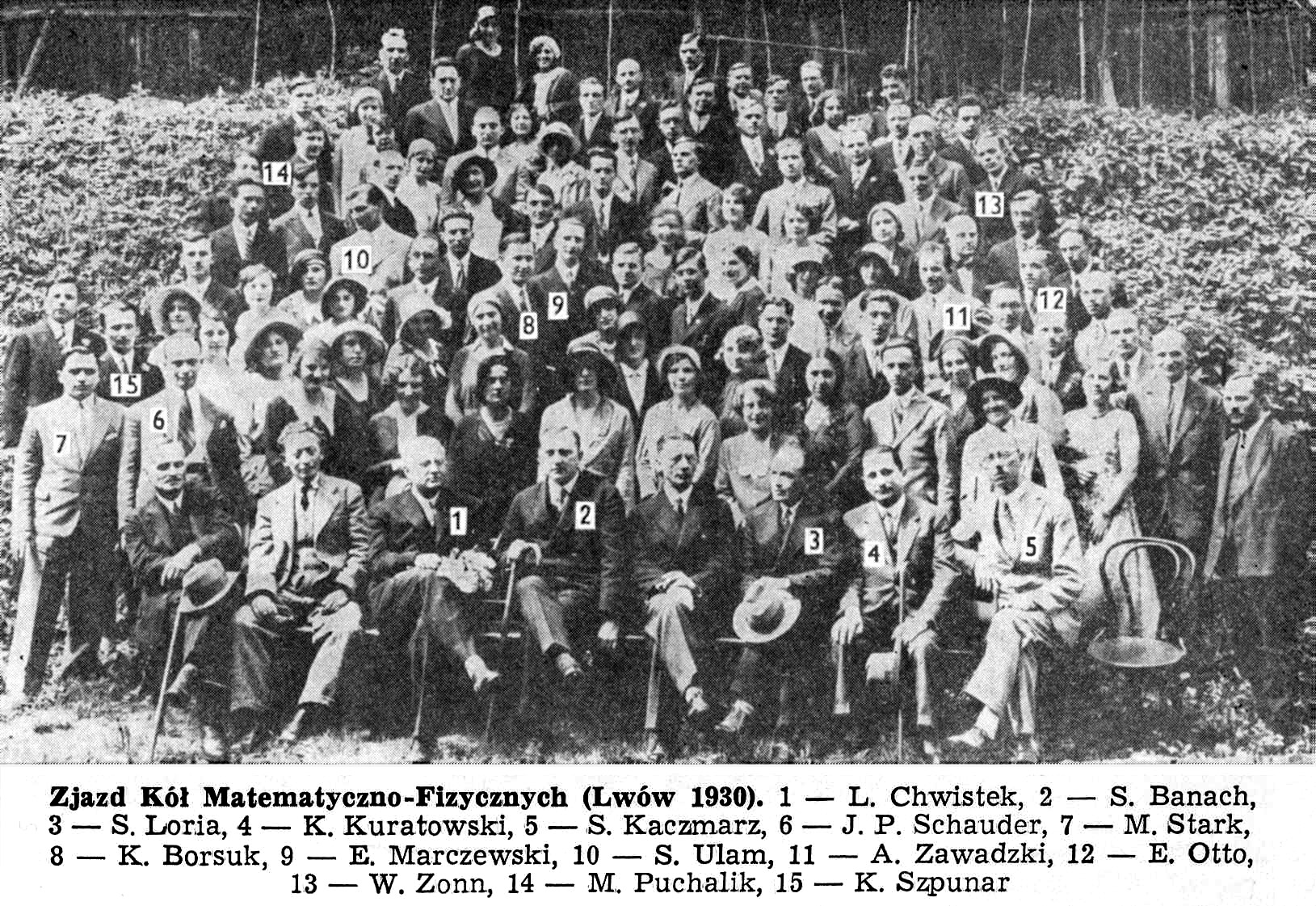
École mathématique de Lwów en 1930.

Parmi les membres de l'école mathématique de Lwów, on compte :
- Antoni Łomnicki (1881-1941)
- Włodzimierz Stożek (1883-1941)
- Leon Chwistek (1884-1944)
- Hugo Steinhaus (1887-1972)
- Stanisław Ruziewicz (1889-1941)
- Władysław Nikliborc (1889-1948)
- Eustachy Żyliński (1889–1954)
- Stefan Banach (1892-1945)
- Kazimierz Bartel (1892–1941)
- Stefan Kaczmarz (1895-1939)
- Stanisław Saks (1897-1942)
- Juliusz Schauder (1899 -1943)
- Herman Auerbach (1901-1942)
- Władysław Orlicz (1903-1990)
- Zygmunt Birnbaum (1903-2000)
- Andrzej Turowicz (1904–1989)
- Karol Borsuk (1905-1982)
- Stanisław Mazur (1905-1981)
- Edward Marczewski (1907-1976)
- Józef Schreier (1908–1943)
- Marceli Stark (1908 -1974)
- Stanisław Ulam (1909-1984)
- Władysław Hetper (1909–1940)
- Meier Eidelheit (1910 -1943)
- Józef Pepis (1910-1941)
- Marek Kac (1914-1984)
- Feliks Barański (1915-2006)